# Ассенделфт
Ассенделфт (нід. вимова: [ˌɑsə(n)ˈdɛl(ə)ft]) — місто в провінції Північна Голландія, Нідерланди. Входить до складу муніципалітету Занстад. Ассенделфт був окремим муніципалітетом до 1974 року, коли був утворений муніципалітет Занстад. Однак Ассенделфт не хотів бути частиною Занстада і зобов'язався разом з Кроммені стати частиною нового муніципалітету під назвою Ассенделфт-Кроммені. Zaanstad є частиною Амстердамської агломерації (GA).
Канал Північного моря з’єднує Ассенделфт з Амстердамом і Фельзеном і розташований приблизно на 13 км на північний схід від Гарлема і близько 15 км на південь від Алкмара.

## Історія
Ассенделфт є одним із найстаріших поселень у Північній Голландії, ознаки якого датуються ще 500 роком до нашої ери. Найдавніша письмова форма імені з’являється як «Ascmannedilf» у 1063 році. Назва походить від давньогерманського слова для скандинавів «Ascomanni», «dilf», швидше за все, означає «викопаний».

## Пам'ятки
Однією з пам'яток Ассенделфту є водонапірна вежа.

## Поїзди
Місто обслуговує залізнична станція Кромені-Ассенделфт . Звідси чотири потяги на годину до Амстердама, час у дорозі 25 хвилин.